# (13971) 1991 UF1
(13971) 1991 UF1 est un astéroïde de la ceinture principale d'astéroïdes découvert en 1991.

## Description
(13971) 1991 UF1 a été découvert le 18 octobre 1991 à Kushiro (Japon) par Seiji Ueda et Hiroshi Kaneda.

### Caractéristiques orbitales
L'orbite de cet astéroïde est caractérisée par un demi-grand axe de 2,38 UA, un périhélie de 1,88 UA, une excentricité de 0,21 et une inclinaison de 3,40° par rapport à l'écliptique. Du fait de ces caractéristiques, à savoir un demi-grand axe compris entre 2 et 3,2 UA et un périhélie supérieur à 1,666 UA, il est classé, selon la JPL Small-Body Database, comme objet de la ceinture principale d'astéroïdes.

### Caractéristiques physiques
(13971) 1991 UF1 a une magnitude absolue (H) de 15,1 et un albédo estimé à 0,394.